# Леонтије II Јерусалимски
Леонтије II Јерусалимски је био грчки православни патријарх Јерусалима и све Палестине од 1170. до 1190. године.
Мало се зна о његовим активностима док је био патријарх.
Леонтије је рођен у Тибериуполису, на балканској граници Византијског царства. Замонашио се у Цариграду, где је живео док није каренуо на путовање преко Патмоса на Кипру до Крита. Постао је игумен манастира Светог Јована Богослова на Патмосу.
За патријарха је изабран 1170. године, наследивши Никифора II. 
Патријарх Леонтије упокојио се 1190. године.